# Corrals de Guiró
Els Corrals de Guiró és un petit conjunt de corrals de pastoreig del terme municipal de la Torre de Cabdella, en el seu terme primigeni.
Estan situats al nord del poble d'Aguiró, enfilats en els contraforts sud-est de la Serra de la Pala. Es troben també al nord-oest de la borda del Frare, a la vora esquerra del barranc dels Corrals. També queda al sud-est de Cortsolàs i de les Fontanals.
Es tracta d'un grup de tres corrals, actualment en ruïnes, dels quals se servien els pastors de Guiró.